# Manuel Mora Morales
Manuel Mora Morales (San Sebastián de La Gomera, Islas Canarias, 1952) es un escritor, cineasta y editor canario. Vivió durante su infancia en Vallehermoso, La Gomera, y realizó sus estudios en La Laguna, Tenerife.

## Biografía
Después de ejercer algunos años como profesor, viajar y residir durante temporadas en varios países de Europa y América, dirigió Editorial Globo a partir del año 1985. Posteriormente, fundó la productora cinematográfica Amazonas Films, dedicada a la realización de películas documentales, como La Ruta del gofio. Historia de la emigración canaria, para la Televisión Canaria autonómica.
Ha sido presidente de la Asociación de Editores de Canarias, miembro de la Asociación de Autores Científico-técnicos y Académicos y de la Asociación Colegial de Escritores de España.
Manuel Mora Morales comenzó a publicar sus obras literarias en el año 1985. Inició una nueva manera de hacer literatura de viaje, con el primer volumen de la colección Canarias, paso a paso, dedicado a La Gomera, siendo este el primer libro de senderismo publicado en lengua española. Mientras hacía incursiones en narrativa y temas etnográficos, continuó completando la colección de libros de viaje, con títulos como Tenerife paso a paso y Gran Canaria paso a paso. Las obras eran traducidas a otros idiomas, como el alemán, y era habitual encontrarlas en las librerías de Centroeuropa, de la mano de GeoCenter.
También haría algunas incursiones en la literatura infantil y en las leyendas y en los mitos tradicionales de su archipiélago natal. Durante los años de las décadas de 1980 y 1990 el volumen de su producción alcanzó varios títulos por año, en que figuraban obras biográficas como El libro de Barbuzano o inclasificables, entre las que podría citarse El corazón de La Gomera, un homenaje al centenario de la obra cumbre de Joseph Conrad.
Su obra más voluminosa y conocida es el ensayo Todo sobre el libro. Manual para autores, editores, distribuidores y libreros, presentada en la Feria del Libro de Frankfurt, en el año 2001, y que es actualmente referencia para los profesionales del libro en lengua española y portuguesa.
Con la entrada del nuevo siglo, Manuel Mora Morales se interesó en la emigración de los canario a América e inició, como guionista y director, la filmación de una serie documental, destinada a televisión. A partir de ese momento, no ha dejado de producir películas caracterizadas por su contenido social y la abundancia de documentación utilizada. Su último film es Lanzarote, la isla estrellada (2009), con la participación del escritor José Saramago y otras figuras de relieve en Isla de los Volcanes.
Vive en Tenerife y cuenta en su haber con más de un centenar de obras literarias publicadas, así como películas documentales y de ficción.
Su último libro es la novela negra "El crimen de La Gomera" (2023), en la que se aborda el problema de los abusos sexuales a menores. La trama está situada en la isla de La Gomera (Canarias) en el mes de febrero de 1981, fechas en que tuvo lugar el intento de golpe de Estado por parte de sectores de ultraderecha del ejército español y de la Guardia Civil.

## Obras literarias
- El crimen de La Gomeraj, novela negra.

Publicada en 2023 por Isla Mágica Ediciones y Amazon. Como telón de fondo están los paisajes y la gente de la isla, los hechos del 23F y la presencia de personajes tan conocidos como Pedro García Cabrera, Domingo Pérez Minik, el primer ministro Willie Brant, la secta de los Niños de Dios, la cantante Nina Hagen, etc.
Desde el primer capítulo, he concedido importancia capital a los escenarios donde transcurre este relato, que comienza de una forma inocente, con un pequeño episodio al que nadie otorga importancia.
A partir de ese incidente, se desencadena una serie de hechos que culminan no sólo con un asesinato, sino con otras consecuencias que repercutirán profundamente en una comunidad, donde afloran los prejuicios, las traiciones, la hipocresía, la inmoralidad...
Página a página, el lector encuentra pistas que le permiten resolver por sí mismo un caso criminal, que tiene lugar en un pueblo de La Gomera
- Las brujas de las Islas Canarias, libro de relatos cortos.

Publicado en 2023 por Amazon. Además de las historias y leyendas sobre las brujas de las Islas Canarias, este libro ofrece otras historias reales y fantásticas, acompañadas de consideraciones llenas de humor y de contenido.
El libro ofrece muchas ilustraciones originales, creadas especialmente para esta edición y relacionadas con cada uno de los temas abordados por el autor.
- Gomerisch Backen: Die besten Rezepte der gomerischen Backkunst, repostería.

Publicado en 2023 por Amazon. Schreibt man über gomerische Gerichte, so werden immer auch die gomerischen Kuchen und Plätzchen erwähnt. Denn diese sind es, die ein feines Essen krönen, die stolz von der Köchin des Hauses den Gästen mit einem Tässchen Kaffee und Likör präsentiert werden.
Mein Anliegen war es, alle diese Köstlichkeiten in einem Band zusammenzufassen und deutschen Lesern zugänglich zu machen.
- ‘'Memorias de La Gomera, relatos, etnografía e historia.

Publicado en 2022 por Amazon. Una obra escrita especialmente para los gomeros, porque profundiza en el interior de la isla, en un recorrido meticuloso, pueblo por pueblo, leyenda por leyenda, maravilla por maravilla e infortunio por infortunio.
- Los escandalosos relatos escritos por una Inteligencia Artificial sobre 115 personajes célebres, relatos de la IA

Publicado en 2023 por Amazon. Un libro escrito un robot sobre más de cien personajes de novelas famosas, además escritores, pintores, filósofos o músicos? Aquí la tienes. Así ve la Inteligencia Artificial de última generación a los personajes que nos han acompañado toda la vida.
- La Palma en fotos, 1857-2022, TOMOS I, II Y III, fotografía y descripciones.

Publicado en 2022 por Amazon. as fotografías que componen esta obra pertenecen a diversos períodos de los siglos XIX, XX y XXI. Unas han sido recopiladas en La Palma, otras proceden de familias que emigraron a países americanos y las conservaban como auténticos tesoros, algunas el autor las ha encontrado impresas en postales antiguas y las posteriores a 1985 son de su autoría.
El lector encontrará ordenadas las imágenes por temas, antes que por municipios, zonas geográficas o cronológicamente: se encuentran agrupadas en diferentes capítulos, relativos a volcanes, faros, arquitectura, retratos, etc.
En lo que se refiere a los textos incluidos, proceden de las diversas fuentes referenciadas en cada cita y en la bibliografía final. He procurado que sean breves, con la intención de servir de apoyo a las fotografías sin restarles protagonismo. Las fechas incluidas tienen propósito de poner en contexto o de contrastar diversas épocas y contextos respecto a la imagen mostrada.
El autor ha seleccionado, cuidadosamente, las cientos de fotos que contienen los tres tomos de esta obra, intentado ofrecer de manera simultánea una visión puntual de determinados acontecimientos o sujetos –humanos, arquitectónicos, naturales, etc.– sin perder de vista la mirada histórica, social, artística y etnográfica de conjunto sobre la isla.
- Der Vulkanausbruch auf La Palma, etnografía e historia

Publicado en 2021 por Amazon. Der Vulkanausbruch auf La Palma im Jahr 2021 ereignete sich am westlichen Hang des Nord-Süd-verlaufenden Bergrückens Cumbre Vieja dieser Kanarischen Insel.
In der Nähe des alten Vulkans Cabeza de Vaca entstanden mehrere Spalten mit jeweils mehreren Schloten, aus denen Lavafontänen austraten.
Die Lava floss den Hang bis zum Meer hinab und zerstörte eine große Zahl von Häusern in mehreren Ortschaften der drei Gemeinden im Aridanetal.
- Las leyendas más bellas del mundo, leyendas de diversos países.

Publicado en 2021 por Amazon. AApunta el autor que las leyendas constituyen una de las manifestaciones más genuinas del ser humano. Ellas nos desvelan los sueños, las ilusiones y las raíces de los pueblos. Creadas. reelaboradas y pulidas a través de los siglos, son de esa rara belleza que únicamente el tiempo es capaz de proporcionar
- Diario del Volcán de Cumbre Vieja, historia de una erupción en La Palma.

Publicado en 2021 por Isla Mágica Ediciones y Amazon. El Volcán de Tajogaite, en la isla de La Palma, ha sido uno de los acontecimientos geológicos más importantes de este siglo, no solamente en las Islas Canarias, sino internacionalmente. Las fotos y textos de este libro recogen, día a día, la evolución de esta erupción con fotos, datos y toda clase de informaciones que constituyen una auténtica memoria del acontecimiento.
Junto a esto, se incluye una serie de memorias aportadas por cronistas, geólogos e historiadores de las anteriores erupciones volcánicas en la isla. Numerosas fotos de la naturaleza, arquitectura y manifestaciones culturales completan esta obra que va a ser leída y consultada, a partir de ahora, como el recuerdo permanente y pormenorizado del Volcán de Cumbre Vieja.
- El Valle de los cuentohermosos, literatura infantil

Publicado en 2022 por Isla Mágica Ediciones. Libro de cuentos infantiles con ilustraciones a color.
- ‘'El reloj, etnografía e historia

Publicado en 2022 por sla Mágica Ediciones y Amazon. A lo largo de 24 relatos y un tic-tac, el autor sigue las horas del reloj de una iglesia para narrar historias extraordinarias ocurridas en la isla canaria de La Gomera. Las narraciones cabalgan entre la realidad y lo extraordinario.
- Memorias de Vallehermoso, (coautor) etnografía e historia

Publicado en 2021 por el Ayuntamiento de Vallehermoso. Un grupo de autores se reúne para escribir sobre su pueblo natal, en total libertad y sin conocer nada de lo que escribe el resto. El resultado es una obra de seiscientas páginas en la que se mezclan narraciones, citas, entrevistas, noticias y descripciones sobre todo lo humano y lo divino que ha sucedido en Vallehermoso en los últimos cinco siglos. Especialmente, en la última centuria. Se ha realizado un detenido repaso que describe personajes reales que parecen sacados de una novela, crímenes horrendos, anécdotas hilarantes, viajes a países lejanos, partidos de fútbol surrealistas, sacerdotes echando encendidas soflamas contra las autoridades franquistas, ”gente de orden” ondeando banderas comunistas junto a la Virgen del Carmen, viajes por las montañas con un burro cargado de alimentos, amplio léxico de extrañas palabras usadas en el pueblo, poetas famosos, manuscritos de la contabilidad de un conde dueño de una isla y un largo etcétera que incluye el asombroso enfrentamiento de Vallehermoso a un ejército regular o la descarnada narración en primera persona de alguien cuya madre no podía alimentarlo por falta de medios.
- Nuestro Ruiz de Padrón. El discurso de Filadelfia, Tomo III, novela histórica

Publicada en el año 2016. Mientras se redactaba la Constitución norteamericana en Filadelfia, el joven Ruiz de Padrón asistió a tertulias y trabó amistad con Benjamín Franklin y George Washington. En ese mismo período pronunció un discurso contra la Inquisición española que fue traducido al inglés y repartido en Estados Unidos, donde causó una enorme y grata impresión.
Ese apasionante período de su vida constituye el núcleo de esta novela histórica. La novela mira el mundo ilustrado americano desde la perspectiva de un isleño, desde el punto de vista del joven Ruiz de Padrón, el mismo que más tarde sería diputado en las Cortes de Cádiz, látigo contra la esclavitud en Cuba, testigo directo de las revoluciones europeas, principal artífice de la derogación de la Inquisición española,…
La juventud del protagonista (28 años) ofrece una narración dinámica y divertida que al mismo tiempo nos va mostrando cómo se forjó una nueva nación americana, que partiendo de una revolución democrática logró redactar la primera constitución republicana del mundo y establecer un gobierno surgido del sufragio universal.
Junto a la historia principal, se han sido recuperadas decenas de semblanzas y anécdotas. Los personajes que desfilan por la novela son de todo tipo y condición. Algunos juegan papeles muy secundarios, pero otros se agigantan y son parte esencial del relato histórico: el filósofo Benjamín Franklin, el general George Washington, el futuro arzobispo John Carroll, los presidentes Hamilton y Jefferson, el político y millonario Robert Morris, el comerciante Francisco Caballero Sarmiento, el parlamentario Gouverneur Morris, la señora conocida como Queen Morris, el músico y compositor Henri Capron, el embajador español Diego María de Gardoqui, etc.
- Nuestro Ruiz de Padrón. Canarias, Tomo II, novela histórica

Publicada en el año 2012. Este segundo tomo, con el título de Canarias, se inicia con la llegada a Tenerife del joven Antonio José Ruiz y Armas –no adoptaría los apellidos Ruiz de Padrón hasta varios años más tarde–. A los quince años entró en la Orden de San Francisco e inició los estudios sacerdotales en la ciudad de La Laguna, capital de Canarias.
Su relación con los ilustrados tinerfeños y su entrada como socio destacado en la Real Sociedad Económica de Amigos del País de Tenerife determinaron un rumbo vital que le llevó a ser testigo presencial y, a veces, protagonista de los más relevantes movimientos históricos de su tiempo, en un increíble periplo por los Estados Unidos, Cuba y buena parte de Europa.
Los personajes que desfilan por la novela son de todo tipo y condición. Algunos juegan papeles muy secundarios, pero otros se agigantan y son parte esencial del relato histórico, por su cercanía a Ruiz de Padrón o por la trascendencia de su intervención en los procesos sociales, políticos e, incluso, artísticos que tuvieron lugar a finales del siglo dieciocho y principios del diecinueve, o en los dos o tres siglos anteriores.
- Nuestro Ruiz de Padrón. La isla transparente, Tomo I, novela histórica

Publicada en el año 2011, la novela cuenta extraordinaria la historia de un personaje clave en la historia española a finales del siglo XVIII y comienzos del XIX: el sacerdote Antonio José Ruiz de Padrón, nacido en San Sebastián de La Gomera, en 1757, que fue Diputado por Canarias en las Cortes de Cádiz y por Galicia en las Cortes Constitucionales de 1820. Este libro, que está redactado en un originalísimo estilo literario, narra y reflexiona no solo sobre la vida de Ruiz de Padrón, sino sobre una serie de personajes y hechos históricos, contemporáneos al personaje principal, proporcionando así un marco adecuado para entender su biografía.
- Mitos y leyendas de las Islas Canarias, narrativa

La obra recoge un buen número de leyendas tradicionales de Canarias, con relatos tanto de la etapa aborigen como de la posterior a la Conquista europea del archipiélago. Contiene treinta y dos leyendas canarias, ilustradas con grabados, que realizan un recorrido por la historia mítica del archipiélago.
- Todo sobre el libro. Manual para autores, editores, distribuidores y libreros, ensayo.

Es la obra más extensa del autor. La primera edición fue publicada en el año 2001 y rápidamente se convirtió en un libro muy popular entre los escritores profesionales, los editores e impresores de España y Portugal. Consta de tres volúmenes, con 1.210 páginas, que explican en detalle el camino del libro desde que alguien tiene la idea de escribirlo hasta que llega a manos del lector.
- Iballa, novela.[1]

Iballa fue una aborigen canaria de la isla de La Gomera.A finales del siglo XV, en La Gomera (Islas Canarias), los aborígenes se rebelaron contra su Señor feudal, Fernán Peraza el Joven, por los abusos continuados a la población aborigen. El levantamiento, además de la muerte de Fernán Peraza el Joven, desencadenó una serie de terribles acontecimientos que se narran en esta novela.
- El libro del gofio, etnografía

Esta obra posee la particularidad de ser el último libro compuesto a mano e impreso tipográficamente en las Islas Canarias y el primer libro publicado sobre el gofio, un alimento tradicional de las Islas Canarias, fabricado en molinos que reducen a harina los cereales tostados. Además de un prólogo y una introducción, contiene los capítulos siguientes: Un poco de historia; Tipos de gofio; Zurrón de curiosidades; Léxico del gofio; Recetas de gofio; Bibliografía; Apéndice que incluye el texto completo de un magnífico folleto publicado en el año 1903.
- El corazón de La Gomera, homenaje a Joseph Conrad

Se trata de una obra experimental, con 236 páginas en formato folio, difícil de clasificar dentro de un género concreto, que se desenvuelve siguiendo las líneas narrativas y argumentales de la novela de Conrad. Las referencias a El corazón de las tinieblas (Heart of Darkness), de Joseph Conrad y a Mackintosh de William Somerset Maugham son continuas. El autor utiliza, por primera vez, en algunos de sus poemas las formas arcaicas de lenguaje castellano-portugués que aún subsisten en la isla de La Gomera (Islas Canarias), como el plural de algunos verbos terminados en -aide, etc.
- La conversación, narrativa

El autor afronta el relato de una conversación que dura varias horas, pero en la que solo se pronuncian tres frases. A través de un relato ameno que le retrotrae a una ciudad canaria, a finales de los años cincuenta, el lector percibirá el olor caliente de una tórrida tarde frente al muelle, mientras el vapor Correíllo La Palma descarga a los pasajeros en el muelle.
- La emigración canaria a Cuba, historia

Comienza con la historia del misterioso naufragio del vapor Valbanera, en 1919m y continúa con el relato de las vicisitudes de la emigración canaria en Cuba, desde finales del siglo XV hasta los primeros años del siglo XXI.
- Tenerife paso a paso, libro de viaje y senderismo.
- Gran Canaria paso a paso, libro de viaje y senderismo.
- La Gomera paso a paso, libro de viaje y senderismo.

Con esta obra se inició un nuevo tipo de libro de viaje, incorporando dentro de un mismo volumen tanto información cultural como referencias turísticas y rutas para recorrer a pie. Se da la circunstancia de que es el primer libro de senderismo editado en idioma español. A partir de su aparición, ha servido como modelo para la confección de obras de características similares, sobre todo en España y en Alemania, país donde las sucesivas ediciones de esta obra alcanzaron gran difusión en las décadas de 1980 y 1990.
- El Hierro paso a paso, libro de viaje y senderismo.
- La Palma paso a paso, libro de viaje  y senderismo.
- La Leyenda de Gara y Jonay, narrativa para niños.

Partiendo de una leyenda aborigen de la isla de La Gomera (Islas Canarias), el escritor recrea para los niños el relato de unos acontecimientos tan románticos como trágicos que pasó de padres a hijos durantes muchas generaciones.
- Historia de Gran Canaria, historia
- Historia de Tenerife, historia
- Der Krieg der Guanchen, novela histórica
- Caminos de Tenerife, senderismo
- Excursiones a pie por Gran Canaria, senderismo
- Excursiones a pie por El Hierro, senderismo
- Excursiones a pie por La Palma, senderismo
- Excursiones a pie por La Gomera, senderismo
- Excursiones a pie por Tenerife, senderismo
- Espacios Naturales de Lanzarote, legislación
- Espacios Naturales de Fuerteventura, legislación
- La caracola fantástica, narrativa
- La vaca Carlota quiere ser redactora, infantil
- Mapas mudos de Historia de Canarias, didáctico
- El libro de los guachinches, etnografía: rutas del vino

El libro de los guachinches es una propuesta que el autor ofreció a los lectores canarios para recuperar una parte importante de la cultura tradicional que, alrededor del vino, se ha desarrollado en las Islas Canarias. El autor se introduce en los aspectos culturales que se han producido durante siglos en estos establecimientos campesinos
- El libro del perro de presa canario, ensayo
- El libro de Barbuzano, biografía sobre un personaje de la Lucha Canaria
- Cocina antigua de las Islas Canarias, investigación gastronómica
- José Gregorio, vida y obra, biografía
- La verdad sobre Julio M., biografía

## Filmografía
- Lanzarote, la isla estrellada

Esta película es una reflexión sobre el modelo actual de turismo y desarrollo.Se trata de un documental que relata la resistencia de los hermanos Medina Cáceres en una historia relacionada con la destrucción de las costas de Lanzarote, isla del archipiélago canario que se estrella contra su propio desarrollo urbanístico. Junto al Premio Nobel de Literatura José Saramago, intervienen otros intelectuales y ciudadanos, en favor de la necesidad de frenar a toda costa la especulación urbanística.
- La emigración canaria a Cuba (2004)

Una película que documenta, en dos capítulos, la historia de la emigración de los isleños de las Islas Canarias a  Cuba, desde la llegada de Cristóbal Colón a la isla caribeña hasta los primeros años del siglo veintiuno. Decenas de entrevistas a emigrantes y expertos jalonan las imágenes filmadas en las ciudades y campos cubanos, junto a antiguas filmaciones que ilustran una parte importante del pasado de Cuba y de Canarias. Fue emitida por la Televisión Canaria autonómica durante los años 2004-2008, en la serie televisiva La ruta del gofio.
- Los canarios del Misisipi(2006)

Este largometraje de 90 minutos de duración cuenta la historia de las comunidades de descendientes de canarios que aún sobreviven en Luisiana (Estados Unidos de América). Se les conoce como isleños y sus antepasados llegaron a esas tierras a finales del siglo XVIII, como soldados y colonos. Cuando Luisiana fue anexada a la Unión, los canarios y sus descendientes participaron de manera activa en el desarrollo de su nuevo país, pero continuaron conservando su idioma y sus costumbres. La película finaliza en el año 2006, mostrando las terribles consecuencias que para estos isleños tuvo el paso del huracán Katrina (2005). Fue estrenado en San Bernardo Parish (Luisiana), en el año 2006.
- Con la mano en el agua

Mediometraje sobre las tradiciones de La Gomera (Islas Canarias). Cuenta la historia de la hija de un emigrante que vuelve a la isla para encontrar sus raíces. Durante esta búsqueda de la identidad, la protagonista va conociendo los principales elementos culturales de La Gomera: El Silbo, el Baile del Tambor, la fabricación de instrumentos musicales, la Cerámica del Cercado, etc.
- El patrimonio marítimo de Canarias'

Documental de 60 minutos que enumera y analiza el patrimonio cultural, arquitectónico, pesquero e industrial que se encuentra en las costas de las Islas Canarias. Entrevistas a expertos y una amplia documentación avalan esta película que fue emitida por varias cadenas de televisión en el año 2007.
- La emigración canaria a Santo Domingo

Film de 60 minutos de duración que fue emitido por la Televisión Canaria autonómica durante los años 2004-2008, en la serie televisiva La ruta del gofio. Fue estrenado en Santo Domingo, en mayo de 2009.
- La emigración canaria a Venezuela

Film de 60 minutos de duración que fue emitido por la Televisión Canaria autonómica durante los años 2004-2008, en la serie televisiva La ruta del gofio.
- La emigración canaria a Uruguay y Argentina

Film de 60 minutos de duración que fue emitido por la Televisión Canaria autonómica durante los años 2004-2008, en la serie televisiva La ruta del gofio.
- El Hierro, el corazón y la memoria

Un documental de una hora de duración sobre los aspectos más característicos de la isla, en lo que se refiere a paisajes, flora, folclore, artesanía, agricultura, ganadería y otros elementos etnográficos. El hilo conductor del film es la Bajada de la Virgen de los Reyes, desde su santuario en La Dehesa hasta la iglesia parroquial de Valverde, la capital de El Hierro.
- El correíllo de la memoria

Film sobre la historia del vapor Correíllo La Palma y la puesta en marcha de su restauración, en el año 2004.
- Memorias de Casablanca

Con motivo de Salón Internacional del Libro de Casablanca, en Marruecos, fue filmada esta película de 40 minutos de duración, en las ciudades de Casablanca y Rabat. Música, comercio, cultura, gastronomía y libros acompañan a las entrevistas a representantes culturales de diversos países africanos.
- La emigración canaria a Puerto Rico

Dos documentales, con una hora de duración cada uno, dan cuenta de las vicisitudes de los emigrantes canarios en Puerto Rico, desde su llegada a principios de la colonización, como agricultores y maestros azucareros hasta el siglo XXI. Muchas entrevistas a expertos en emigración, historiadores, descendientes de emigrantes y continuadores de las tradiciones canarias ofrecen una visión global de este importante éxodo.